# Tayug
Tayug est une municipalité des Philippines située dans l'Est de la province de Pangasinan, sur l'île de Luçon.

## Subdivisions
La municipalité de Tayug est divisée en 21 barangays (districts).
- Agno
- Amistad
- Barangobong
- Carriedo
- C. Lichauco
- Evangelista
- Guzon
- Lawak
- Legaspi
- Libertad
- Magallanes
- Panganiban
- Barangay Poblacion A
- Barangay Poblacion B
- Barangay Poblacion C
- Barangay Poblacion D
- Saleng
- Santo Domingo
- Toketec
- Trenchera
- Zamora